# Anatoli Brandis
Anatoli Yákovlevich Brandis (en ucraniano: Анатолій Якович Брандис, romanizado: Anatoly Yakovych Brandys; Dnipropetrovsk, Unión Soviética, 12 de agosto de 1923 – Moscú, Unión Soviética, 23 de marzo de 1988) fue un aviador militar soviético del avión de ataque a tierra Ilyushin Il-2  que combatió en la Segunda Guerra Mundial en la Fuerza Aérea Soviética. En el curso de dicho conflicto recibió dos veces el título de Héroe de la Unión Soviética. Después de la guerra permaneció en la fuerza aérea donde en 1985 alcanzó el rango de teniente general.

## Biografía

### Infancia y juventud
Anatoli Brandis nació el 12 de agosto de 1923, en la pequeña localidad rural de Nizhnedneprovsk, en la gobernación de Yekaterinoslav en la RSS de Ucrania (actualmente integrada en la ciudad de Dnipró en Ucrania), en el seno de una familia de campesinos ucranianos. De niño era muy atlético y practicaba una amplia variedad de deportes; luego asistió al club de vuelo local y a la Escuela Especial de la Fuerza Aérea de Dnipropetrovsk, donde se graduó en 1941, poco después, en junio, ingresó en el Ejército Rojo. En diciembre de ese mismo año completó su formación en la Escuela de Formación Inicial de Pilotos de Aviación Militar de Dnipropetrovsk.
En 1942 se convirtió en miembro del partido comunista, pero no fue hasta agosto de 1943 que fue destinado al frente de guerra, ya que se graduó de la Escuela Militar de Pilotos Molotov en julio. Antes del despliegue, fue asignado brevemente al 10.° Regimiento de Aviación de Reserva estacionado en Penza.

### Segunda Guerra Mundial
Al llegar al frente de batalla en agosto de 1943, se convirtió en piloto del 75.º Regimiento de Aviación de Ataque de la Guardia. Después de realizar 128 salidas de combate en el Il-2, fue nominado el 29 de agosto de 1944 para el título de Héroe de la Unión Soviética, que le fue otorgado el 23 de febrero de 1945. Fue nuevamente nominado para el mismo título el 16 de abril de 1945 para entonces totalizaba un total de 217 misiones y recibió la segunda Estrella de Oro el 29 de junio de 1945. Al final de la guerra había volado 218 salidas, durante las cuales destruyó once baterías de artillería, veinte puntos de artillería antiaérea, ocho aviones en tierra, veinte vagones de ferrocarril, así como varios tanques. A menudo volaba con Abdykasym Karymshakov como su artillero, quien durante la guerra realizó un total de 227 salidas de combate y se convirtió en Caballero Completo de la Orden de la Gloria.
A lo largo de la guerra voló en una amplia variedad de operaciones de combate, incluidas las batallas por Dombás, Crimea, Minsk, Vítebsk, Vilna y Königsberg. A pesar de haber estado en combate durante menos de dos años y haber se incorporado al regimiento como piloto regular, ascendió rápidamente de rango al puesto de comandante de escuadrón con el rango de capitán.

### Posguerra
Después de la guerra permaneció en el 75.º Regimiento hasta febrero de 1946, y para entonces la unidad comenzó a utilizar el Il-10. Después de dejar el regimiento, comenzó sus estudios en la Academia Militar de la Fuerza Aérea, de la que se graduó en 1950. Luego fue nombrado subcomandante del 723.º Regimiento de Aviación de Ataque, donde fue ascendido a comandante en marzo de 1952.
En 1955 fue transferido al puesto de comandante de la 339.º División de Aviación de Ataque, que más tarde se convirtió en una división de bombarderos y cazas. Después de graduarse en la Academia Militar del Estado Mayor de las Fuerzas Armadas de la URSS en 1959, fue nombrado comandante de la 135.ª División de Cazas-Bombarderos de la Guardia, y en 1960 fue puesto al mando de la 149.ª División de Cazas-Bombarderos. Desde junio de 1962 hasta febrero de 1964 estuvo a cargo del Club de Vuelo Central que lleva el nombre del piloto Valeri Chkálov en Túshino. Luego comenzó a trabajar en la Academia Militar Frunze, donde comenzó como profesor y finalmente se convirtió en profesor titular del departamento de la Fuerza Aérea; en 1967 se convirtió en Candidato de Ciencias Militares.
Durante dos años se desempeñó como especialista militar en Egipto hasta 1975, posteriormente comenzó a trabajar en la Academia Militar de Estado Mayor. Ese año fue ascendido al rango de mayor general de Aviación, después recibió varios ascensos en la academia hasta retirarse en 1986, apenas un año después de ser ascendido a teniente general. Durante su carrera pilotó una amplia variedad de modelos de aeronaves como el Il-10, MiG-15, MiG-17 y Su-7.
Murió el 23 de marzo de 1988 en Moscú y fue enterrado en el cementerio de Kúntsevo.

## Condecoraciones
A lo largo de su carrera militar Anatoli Brandis fue galardonado con las siguientes condecoraciones
|  | Héroe de la Unión Soviética (23 de febrero de 1945 y 29 de junio de 1945)                                                            |
|  | Orden de Lenin (23 de febrero de 1945)                                                                                               |
|  | Orden de la Revolución de Octubre (21 de febrero de 1978)                                                                            |
|  | Orden de la Bandera Roja, cuatro veces (1 de noviembre de 1943, 23 de febrero de 1944, 5 de noviembre de 1944 y 19 de abril de 1945) |
|  | Orden de Alejandro Nevski (27 de agosto de 1944)                                                                                     |
|  | Orden de la Guerra Patria de 1.er grado, dos veces (3 de mayo de 1944 y 11 de marzo de 1985)                                         |
|  | Orden de la Estrella Roja (30 de diciembre de 1956)                                                                                  |
|  | Medalla por el Servicio de Combate (13 de junio de 1952)                                                                             |
|  | Medalla Conmemorativa por el Centenario del Natalicio de Lenin «Al valor militar»                                                    |
|  | Medalla por la Victoria sobre Alemania en la Gran Guerra Patria 1941-1945                                                            |
|  | Medalla Conmemorativa del 20.º Aniversario de la Victoria en la Gran Guerra Patria de 1941-1945                                      |
|  | Medalla Conmemorativa del 30.º Aniversario de la Victoria en la Gran Guerra Patria de 1941-1945                                      |
|  | Medalla Conmemorativa del 40.º Aniversario de la Victoria en la Gran Guerra Patria de 1941-1945                                      |
|  | Medalla por la Conquista de Königsberg                                                                                               |
|  | Medalla de veterano de las Fuerzas Armadas de la URSS                                                                                |
|  | Medalla del 30.º Aniversario de las Fuerzas Armadas de la URSS                                                                       |
|  | Medalla del 40.º Aniversario de las Fuerzas Armadas de la URSS                                                                       |
|  | Medalla del 50.º Aniversario de las Fuerzas Armadas de la URSS                                                                       |
|  | Medalla del 60.º Aniversario de las Fuerzas Armadas de la URSS                                                                       |
|  | Medalla del 70.º Aniversario de las Fuerzas Armadas de la URSS                                                                       |
|  | Medalla por Servicio Impecable de 1.er grado                                                                                         |